# (22503) Thalpios
(22503) Thalpios, désignation internationale (22503) Thalpius, est un astéroïde troyen jovien.

## Description
(22503) Thalpios est un astéroïde troyen jovien, camp grec, c'est-à-dire situé au point de Lagrange L4 du système Soleil-Jupiter. Il présente une orbite caractérisée par un demi-grand axe de 5,228 UA, une excentricité de 0,068 et une inclinaison de 9,9° par rapport à l'écliptique.
Il est nommé en référence au personnage de la mythologie grecque Thalpios, fils d'Eurytos, acteur du conflit légendaire de la guerre de Troie.

## Compléments